# Dysstroma
Genre
Le genre Dysstroma désigne des lépidoptères (papillons) de la famille des Geometridae.

## Espèces rencontrées en Europe
- Dysstroma citrata (Linnaeus, 1761) - Cidarie de la myrtille
  - Dysstroma citrata citrata (Linnaeus, 1761)
  - Dysstroma citrata islandicaria (Heydemann, 1929)
  - Dysstroma citrata pythonissata (Millière, 1870)
- Dysstroma infuscata (Tengström, 1869)
- Dysstroma latefasciata (Blöcker, 1908)
- Dysstroma pseudimmanata Heydemann, 1929
- Dysstroma truncata (Hufnagel, 1767) - Cidarie roussâtre
  - Dysstroma truncata concinnata (Stephens, 1831)
  - Dysstroma truncata truncata (Hufnagel, 1767)